# American Crime Story
Pour les articles homonymes, voir American Crime.
American Crime Story est une série télévisée d'anthologie américaine, développée par Scott Alexander et Larry Karaszewski et produite par Ryan Murphy, Brad Falchuk, Nina Jacobson et Brad Simpson pour le compte de FX Networks. Elle est diffusée depuis le 2 février 2016 sur la chaîne FX et en simultané au Canada sur FX Canada. Depuis le 7 mars 2022, elle est disponible sur la plateforme de streaming Hulu.
En Suisse, la série est diffusée depuis le 20 juillet 2016 sur RTS Un ; au Québec depuis le 1er septembre 2016 sur MAX et en France, depuis le 10 novembre 2016 sur Canal+ et depuis le 3 août 2022 sur Disney+ pour les deux premières saisons et à partir du 14 septembre 2022 pour la troisième saison. En Belgique, la série est diffusée sur Plug RTL.
American Crime Story a pour particularité de ne pas être, à proprement parler, une œuvre de fiction. Chaque saison retranscrit, avec la plus grande fidélité possible, une affaire criminelle contemporaine ayant défrayé la chronique aux États-Unis au cours des dernières décennies et impliqué des personnalités de premier plan, par exemple le président Clinton, dans la troisième saison. Il ne s'agit pas de documentaires, les personnages réels sont interprétés par des acteurs (John Travolta et Penélope Cruz figurent au générique). Les trois volets d'American Crime Story sont considérés comme des séries historiques – retraçant des faits réels, et non « inspirées de faits réels » – ou encore comme des docu-fictions,.
Cette série n'a rien à voir avec le feuilleton American Horror Story  si ce n'est qu'elles sont produites par Ryan Murphy et Brad Falchuck et que certains acteurs apparaissent dans les deux séries. American Crime Story retrace de véritables affaires criminelles de bout en bout alors qu'American Horror Story s'inspire de crimes réels en sol américain en y ajoutant des éléments fictifs, voire du paranormal.
Le 7 août 2019, FX networks annonce que la troisième saison, qui devait initialement avoir pour thème l'ouragan Katrina, portera sur l'affaire Monica Lewinsky impliquant Bill Clinton et que sa diffusion débutera le 27 septembre 2020. Du fait de la pandémie de Covid, la sortie a été décalée, et la diffusion de la troisième saison a finalement débuté le 7 septembre 2021 sur la chaîne FX.
En août 2021, Ryan Murphy annonce la création de deux nouveaux spin-off intitulées American Sports Story et American Love Story.

## Synopsis

### Saison 1:The People vs. O.J. Simpson(2016)
La première saison, composée de dix épisodes, se penche sur le procès de O. J. Simpson, célèbre joueur de football américain, accusé du double homicide de son ex-femme Nicole Brown Simpson et d'un ami de celle-ci, Ronald Goldman. Le procès du siècle est dès lors sur le point de commencer, alors que deux équipes s'affrontent : la procureure Marcia Clark, convaincue de la culpabilité de la star, contre une redoutable équipe d'avocats menée par Johnnie Cochran Jr et Robert Shapiro, secondé par l'ami d'O.J., Robert Kardashian, bien décidés à faire de ce procès une affaire de racisme et de conspiration.
La saison se base sur le livre de Jeffrey Toobin (en), The Run of His Life: The People v. O. J. Simpson.
On note de nombreuses similitudes avec le livre de John Grisham, Le Maître du Jeu, notamment dans les scènes qui concernent le jury.

### Saison 2:The Assassination of Gianni Versace(2018)
La deuxième saison se concentre sur la vie d'Andrew Cunanan, tueur en série connu pour avoir abattu le couturier italien Gianni Versace en 1997, à Miami, devant son domicile. La saison montre les parcours croisés des deux hommes.

### Saison 3:Impeachment(2021)
La troisième saison se concentre sur l'affaire Monica Lewinsky et l'ancien président des États-Unis Bill Clinton.

### Saison 4:Studio 54
La quatrième saison racontera la vie de Steve Rubell et Ian Schrager. En 1977, ils ont transformé leur discothèque de Midtown Manhattan en un haut lieu international de la vie nocturne pour les riches, les célébrités et les roturiers, réputés pour ses fêtes somptueuses, sa musique, son sexe et sa consommation de drogue ouverte.

## Distribution

### Acteurs principaux
Légende:  = Principal 
Légende:  = Récurrent 
| Acteurs             | Saisons                     | Saisons                             | Saisons           | Voix française                                                 |
| Acteurs             | The People vs. O.J. Simpson | The Assassination of Gianni Versace | Impeachment       | Voix française                                                 |
| ------------------- | --------------------------- | ----------------------------------- | ----------------- | -------------------------------------------------------------- |
| Sterling K. Brown   | Christopher Darden          |                                     |                   | Frantz Confiac                                                 |
| Kenneth Choi        | Juge Lance Ito              |                                     |                   | Marc Perez                                                     |
| Christian Clemenson | William Hodgman             |                                     |                   | Jean-François Vlérick                                          |
| Cuba Gooding Jr.    | O. J. Simpson               |                                     |                   | Moad Sanou                                                     |
| Bruce Greenwood     | Gil Garcetti                |                                     |                   | Bernard Lanneau                                                |
| Nathan Lane         | F. Lee Bailey               |                                     |                   | Richard Leblond                                                |
| Sarah Paulson       | Marcia Clark                |                                     | Linda Tripp       | Louise Lemoine Torrès (saison 1) Véronique Augereau (saison 3) |
| David Schwimmer     | Robert Kardashian           |                                     |                   | William Coryn                                                  |
| John Travolta       | Robert Shapiro              |                                     |                   | Patrick Béthune                                                |
| Courtney B. Vance   | Johnnie Cochran             |                                     |                   | Bruno Dubernat                                                 |
| Penélope Cruz       |                             | Donatella Versace                   |                   | Ethel Houbiers                                                 |
| Édgar Ramírez       |                             | Gianni Versace                      |                   | Anatole de Bodinat                                             |
| Ricky Martin        |                             | Antonio D'Amico                     |                   | Pascal Nowak                                                   |
| Darren Criss        |                             | Andrew Cunanan                      |                   | Stanislas Forlani                                              |
| Beanie Feldstein    |                             |                                     | Monica Lewinsky   | Olivia Luccioni                                                |
| Annaleigh Ashford   |                             | Elizabeth Cote                      | Paula Jones       | Cindy Tempez (saison 2) Leslie Lipkins (saison 3)              |
| Margo Martindale    |                             |                                     | Lucianne Goldberg | Isabelle Leprince                                              |
| Edie Falco          |                             |                                     | Hillary Clinton   | Rafaèle Moutier                                                |
| Clive Owen          |                             |                                     | Bill Clinton      | Julien Kramer                                                  |

### Acteurs récurrents

#### Première saison:The People vs. O.J. Simpson
- Selma Blair (VF : Laura Préjean) : Kris Jenner
- Connie Britton (VF : Emmanuèle Bondeville) : Faye Resnick
- Chris Bauer (VF : Gilles Morvan) : Tom Lang
- Steven Pasquale (VF : Alexis Victor) : inspecteur Mark Fuhrman
- Kelly Dowdle : Nicole Brown Simpson
- Jordana Brewster (VF : Sylvie Jacob) : Denise Brown
- Garrett M. Brown : Lou Brown
- Billy Magnussen (VF : Thibaut Belfodil) : Kato Kaelin
- Malcolm-Jamal Warner (VF : Namakan Koné) : Al Cowlings
- Jonelle Allen : Mère Darden
- Evan Handler (VF : Xavier Fagnon) : Alan Dershowitz
- Cheryl Ladd (VF : Céline Monsarrat) : Linell Shapiro
- Leonard Roberts (VF : Daniel Lobé) : Dennis Schatzman
- Rob Morrow (VF : Eric Aubrahn) : Barry Scheck
- Joseph Siravo : Fred Goldman
- Jessica Blair Herman : Kim Goldman
- Chris Conner (VF : Serge Faliu) : Jeffrey Toobin
- Dale Godboldo : Carl E. Douglas
- Robert Morse (VF : Michel Prud'homme) : Dominick Dunne
- Michael McGrady (VF : Gabriel Le Doze) : l'inspecteur Phillip Vannatter
- Angel Parker : Shawn Chapman
- Keesha Sharp (VF : Maïté Monceau) : Dale Cochran
- Larry King : lui-même

#### Deuxième saison:The Assassination of Gianni Versace
- Annaleigh Ashford (VF : Cindy Tempez) : Elizabeth Cote
- Nico Evers-Swindell : Philip Merrill
- Max Greenfield (VF : Sébastien Desjours) : Ronnie
- Finn Wittrock (VF : Mathias Kozlowski) : Jeffrey Trail
- Jon Jon Briones : Modesto Cunanan
- Will Chase (VF : Philippe Vincent) : Le detective Scrimshaw
- Mike Farrell (VF : Thierry Murzeau) : Lee Miglin
- Jay R. Ferguson (VF : Boris Rehlinger) : L'agent Evans du FBI
- Cody Fern (VF : Maxime Baudouin) : David Madson
- Christine Horn : l'agent Gruber du FBI
- Judith Light (VF : Frédérique Tirmont) : Marilyn Miglin
- Dascha Polanco (VF : Justine Berger) : l'inspectrice Lori
- José Zúñiga (VF : Eric Aubrahn) : l'inspecteur Navarro

#### Troisième saison:Impeachment
- Colin Hanks (VF : Olivier Chauvel) : Mike Emmick
- Cobie Smulders (VF : Laura Blanc) : Ann Coulter
- Taran Killam (en) (VF : Philippe Roullier) : Steve Jones
- Mira Sorvino (VF : Danièle Douet) : Marcia Lewis
- Rae Dawn Chong (VF : Annie Milon) : Betty Currie
- Danny Jacobs (VF : Vincent Ropion) : Michael Isikoff
- George Salazar (VF : Pascal Nowak) : George Conway
- Judith Light (VF : Frédérique Tirmont) : Susan Carpenter-McMillan
- Billy Eichner (VF : Jérémy Prévost) : Matt Drudge
- Christopher McDonald (VF : Philippe Vincent) : Robert S. Bennett
- Jim Rash (VF : Jean-Pascal Quilichini) : Kenneth Bacon
- Blair Underwood (VF : Eilias Changuel) : Vernon Jordan
- Teddy Sears (VF : Olivier Augrond) : James A. Fisher
- Darren Goldstein (VF : Xavier Fagnon) : Jackie Bennett
- Dan Bakkedahl (VF : Jerome Wiggins) : Kenneth Starr
- Morgan Peter Brown (VF : Jérôme Rebbot) : Paul Rosenzweig
- Ashlie Atkinson (en) (VF : Marie Bouvier) : Juanita Broaddrick
- Lindsey Broad (en) (VF : Véronique Desmadryl) : Karin Immergut
- Alan Starzinski (VF : Anthony Carter) : Brett Kavanaugh
- Fred Melamed (VF : Féodor Atkine) : William H. Ginsberg
- Rob Brownstein (VF : Jean-François Aupied) : Bernard Lewinsky
- Scott Michael Morgan : Mike McCurry
- Patrick Fischler (VF : Alexandre Gillet) : Sidney Blumenthal
- Joseph Mazzello (VF : Stéphane Pouplard) : Paul Begala

## Production

### Développement
En 2014, les producteurs de American Horror Story annonce qu'une série dérivée de cette dernière sortira en 2016. Le thème de la première saison de l'anthologie sera le très médiatisé procès du footballeur américain O. J. Simpson. La chaîne FOX commande dix épisodes, cependant la série est plus tard déplacée sur la chaîne câblée FX.
En 2016, les saisons 2 et 3 sont commandées par la chaîne. Elles se pencheront respectivement sur l'ouragan Katrina et sur le meurtre du célèbre styliste italien Gianni Versace. Il est annoncé par la suite que la troisième saison sera tournée avant la deuxième, courant 2017, et qu'elles seront diffusées en 2018, avec seulement six mois d'intervalle. En juin 2017, il est annoncé que Versace sera finalement la deuxième saison, FX ayant repoussé la production de Katrina. En plus de tout cela, il est annoncé plus tard que le script de Katrina fut entièrement réécrit, et qu'il est désormais centré sur un hôpital en panique juste après l'ouragan.
En 2017, des rumeurs clamant que la quatrième saison de l'anthologie examinera l'affaire Lewinsky/Clinton sont officialisées par Murphy, déclarant par la même occasion que cette saison sortira en 2019 mais est finalement annulée en avril 2018.
Le 7 août 2019, la chaîne FX annonce que la saison 3 sera diffusée le 27 septembre 2020. Il est annoncé début janvier 2020 que la diffusion est retardée et que la diffusion de la troisième saison pourrait avoir lieu début 2021. Cette troisième saison examinera l'affaire Monica Lewinsky. Le tournage commencera en février 2020. Cependant, à cause de la pandémie de coronavirus, le tournage est décalé en octobre 2020 pour une diffusion en 2021.
Le 13 août 2021, la chaîne FX annonce le développement de la saison 4 intitulée Studio 54.

### Attribution des rôles
Saison 1 :
En décembre 2014, Cuba Gooding Jr. et Sarah Paulson sont les premiers à décrocher des rôles, suivi de David Schwimmer, John Travolta, Courtney B. Vance, Connie Britton, Sterling K. Brown, Kenneth Choi, Jordana Brewster, Selma Blair, Billy Magnussen, Malcolm-Jamal Warner, Steven Pasquale, Evan Handler et Cheryl Ladd, Bruce Greenwood, Gbenga Akinnagbe (Dennis Schatzman) et Rob Morrow. En juin, Leonard Roberts reprend le rôle de Schatzman, puis l'audition continue avec Nathan Lane et Joseph Siravo (en).
Saison 2 :
Il est annoncé lors d'un panel fin 2016 que la chanteuse, actrice et icône de mode Lady Gaga tiendra le rôle de Donatella Versace dans la saison 2. Cependant, la chanteuse annonce par la suite qu'elle n'aura pas le temps de tourner et qu'elle abandonne donc le projet.
En mars 2017, l'actrice Penélope Cruz est annoncée dans la distribution de la saison 2, dans le rôle de Donatella Versace, la sœur de Gianni. En avril 2017, le chanteur Ricky Martin rejoint la distribution dans le rôle d'Antonio D'Amico, petit ami de Versace au moment de son assassinat, et l'actrice Annaleigh Ashford est aperçue sur le plateau de tournage.
Le même mois, les acteurs Édgar Ramírez et Darren Criss sont respectivement engagés pour les rôles de Gianni Versace et de Andrew Cunanan dans la deuxième saison. Toujours en mai 2017, l'acteur Max Greenfield est annoncé à la distribution, suivi le mois suivant par Finn Wittrock.
Saison 3 :
Le 7 août 2019, la chaîne FX annonce que Beanie Feldstein rejoint la distribution pour la troisième saison, elle jouera le rôle de Monica Lewinsky. Sarah Paulson fera son grand retour dans la série, elle jouera le rôle de Linda Tripp et Annaleigh Ashford qui a fait une apparition dans la saison 2 jouera le rôle de Paula Jones.
Le 18 novembre 2019, Clive Owen jouera le rôle de Bill Clinton dans la troisième saison de la série qui se concentrera sur l'affaire Monica Lewinsky et Bill Clinton.
Le 22 janvier 2020, Billy Eichner rejoint la distribution de la troisième saison. Il jouera le rôle de Matt Drugde. Le lendemain, il est annoncé que Betty Gilpin rejoint la distribution et interprétera le rôle de Ann Coulter.
Le 5 mars 2021, l'actrice Edie Falco rejoint la distribution. Elle jouera le rôle d'Hillary Clinton.

## Fiche technique
- Titre original et français : American Crime Story
- Création : Scott Alexander et Larry Karaszewski
- Producteurs exécutifs : Ryan Murphy, Brad Falchuk, Nina Jacobson, Brad Simpson, Scott Alexander, Larry Karaszewski et Dante Di Loreto
- Date de diffusion : 2 février 2016 sur FX

## Épisodes

### Saison 1: L’affaireO.J. Simpson
1. La Chute d'une idole (From the Ashes of Tragedy)
2. Délit de fuite (The Run of His Life)
3. La Dream Team (The Dream Team)
4. 100 % non coupable (100% Not Guilty)
5. Du sang sur les mains (The Race Card)
6. Seule contre tous (Marcia, Marcia, Marcia)
7. Un gant de fer (Conspiracy Theories)
8. La Fronde (A Jury in Jail)
9. Un don du ciel (Manna from Heaven)
10. Le Verdict (The Verdict)

### Saison 2: L’assassinat deGianni Versace(2018)
1. Celui qui voulait exister (The Man Who Would Be Vogue)
2. Chasse à l'homme (Manhunt)
3. Le Meurtre d'un vieil homme (A Random Killing)
4. La Maison près du lac (House by the Lake)
5. La Loi du silence (Don't Ask Don't Tell)
6. La Chute (Descent)
7. De l'ombre à la lumière (Ascent)
8. Destruction créatrice (Creator/Destroyer)
9. Seul sur scène (Alone)

### Saison 3: L'Affaire Clinton / Lewinsky(2021)
1. Exils (Exiles)
2. J'ai embrassé le Président (The President Kissed Me)
3. L'Interview (Not to Be Believed)
4. Sur écoute (The Telephone Hour)
5. Savez-vous ce que je sais ? (Do You Hear What I Hear?)
6. Une affaire d'hommes (Man Handled)
7. L'Assassinat de Monica Lewinsky (The Assassination of Monica Lewinsky)
8. Aux côtés de son mari (Stand By Your Man)
9. Le Grand Jury (The Grand Jury)
10. La Nouvelle vie (The Wilderness)

## Accueil

### Audiences

#### Aux États-Unis
L'épisode pilote, diffusé le 2 février 2016, a réalisé une audience de 5,111 millions de téléspectateurs avec un taux de 2,0 % sur les 18-49 ans lors de sa première diffusion. L'audience cumulée des sept premiers jours est de 8,968 millions de téléspectateurs avec un taux de 3.6 % sur les 18-49 ans.
La première saison a obtenu une audience moyenne de 3,286 millions de téléspectateurs avec un taux de 1,33 % sur les 18-49 ans lors de la première diffusion de chaque épisode.

### Accueil critique
La première saison est accueillie de façon très favorable par la critique. L'agrégateur de critiques Metacritic lui accorde une note de 90 sur 100, basée sur la moyenne de 45 critiques.
Sur le site Rotten Tomatoes, elle obtient une note moyenne de 97 %, sur la base de 69 critiques.
La majorité des critiques saluent la performance globale des acteurs.

### Récompenses
- La série est consacrée « Meilleure mini-série » lors des prestigieux Emmy Awards et de nombreuses autres récompenses furent décernées aux acteurs[49].
- Golden Globes 2017 :
  - Meilleure mini-série ou meilleur téléfilm
  - Meilleure actrice dans une mini-série ou un téléfilm pour Sarah Paulson
- Golden Globes 2019 :
  - Meilleure mini-série ou meilleur téléfilm
  - Meilleur acteur dans une mini-série ou un téléfilm pour Darren Criss

## DVD
- L'intégrale de la saison 1 est sorti le 25 janvier 2017, l'audio est en français et en anglais (ASIN B01LBJMVPU)